# Fregaty rakietowe typu Kortenaer
Fregaty rakietowe typu Kortenaer – holenderskie fregaty rakietowe, w służbie od 1978, przystosowane do zwalczania celów podwodnych, nawodnych i powietrznych. W latach 1978–1982 zbudowano 12 okrętów tego typu: 10 jednostek weszło w skład holenderskiej marynarki wojennej, 2 trafiły do greckiej marynarki wojennej.

## Historia
Na początku lat 70. XX wieku w Holandii rozpoczęły się prace nad nowymi uniwersalnymi fregatami rakietowymi, które miały zastąpić w służbie niszczyciele typów Holland i Friesland. Zamówienie na pierwsze 8 okrętów typu zostało złożone w 1974. W 1976 złożono zamówienie na kolejne 4. Planowano zbudować dodatkową jednostkę, która mogłaby pełnić funkcję okrętu flagowego zespołu eskortowego NATO, jednak ostatecznie do realizacji tego planu nie doszło.
Przy projektowaniu okrętów, w celu obniżenia kosztów, wykorzystano rozwiązania wypracowane w ramach unifikacji uzbrojenia NATO. Z tego powodu pod względem konstrukcyjnym do fregat typu Kortenaer podobne są opracowane nieco później niemieckie fregaty rakietowe typu 122. Typy te różnią się między sobą jedynie zastosowanym napędem, uzbrojeniem i wyposażeniem elektronicznym.
Stępkę pod budowę pierwszego okrętu serii, "Kortenaer" (F 807), położono 8 kwietnia 1975. Wodowanie nastąpiło 18 grudnia 1976, wejście do służby 26 października 1978. 15 września 1980 podpisano umowę o sprzedaży jednej z budowanych fregat Grecji. Przekazanie okrętu nastąpiło 16 listopada 1981. Zgodnie z warunkami umowy drugi z budowanych okrętów Grecy przejęli w październiku 1982. Fregaty dla Grecji otrzymały powiększony hangar dla śmigłowców, a także inny zestaw uzbrojenia. W miejsce okrętów sprzedanych marynarce greckiej, flota holenderska otrzymała dwie fregaty typu Jacob van Heemskerck, będące przeciwlotniczą odmianą typu Kortenaer.
Do 2003 wszystkie holenderskie okręty zostały wycofane ze służby, a następnie sprzedane Grecji (9 fregat) i Zjednoczonym Emiratom Arabskim (2 fregaty, obecnie przebudowywane na luksusowe jachty). W styczniu 2015 roku Marynarka wojenna Grecji zakończyła modernizację 3 z 9 fregat typu Elli polegała ona na przystosowaniu do operowania z nich śmigłowców morskich S-70B Aegean Hawk.

## Zbudowane okręty
Lista fregat używanych przez Koninklijke Marine:
- "Kortenaer" (F 807) – sprzedany marynarce wojennej Grecji jako "Kontouriotis" (F 462)
- "Callenburgh" (F 808) – sprzedany marynarce wojennej Grecji jako "Adrias" (F 459)
- "Van Kinsbergen" (F 809) – sprzedany marynarce wojennej Grecji jako "Navarinon" (F 461)
- "Banckert" (F 810) – sprzedany marynarce wojennej Grecji jako "Aegeon" (F 460)
- "Piet Hein" (F 811) – sprzedany do Zjednoczonych Emiratów Arabskich
- "Abraham Crijnssen" (F 816) – sprzedany do Zjednoczonych Emiratów Arabskich
- "Philips van Almonde" (F 823) – sprzedany marynarce wojennej Grecji jako "Themistoklis" (F 465)
- "Bloys van Treslong" (F 824) – sprzedany marynarce wojennej Grecji jako "Nikiforos Fokas" (F 466)
- "Jan van Brakel" (F 825) – sprzedany marynarce wojennej Grecji jako "Kanaris" (F 464)
- "Pieter Florisz" (F 826), ex. "Willem van der Zaan" – sprzedany marynarce wojennej Grecji jako "Boubolina" (F 463)

### Grecja
Lista fregat zakupionych przez grecką marynarkę wojenną:
- "Elli" (F 450) – ex. holenderski "Pieter Florisz" (F 812)
- "Limnos" (F 451) – ex. holenderski "Witte de With" (F 813)
- "Adrias" (F 459) – ex. holenderski "Callenburgh" (F 808)
- "Aigaion" (F 460) – ex. holenderski "Banckert" (F 810)
- "Navarinon" (F 461) – ex. holenderski "Van Kinsbergen" (F 809)
- "Kountouriotis" (F 462) – ex. holenderski "Kortenaer" (F 807)
- "Kanaris" (F 464) – ex. holenderski "Jan van Brakel" (F 825)
- "Themistoklis" (F 465) – ex. holenderski "Philips van Almonde" (F 823)
- "Nikiforos Fokas" (F 466) – ex. holenderski "Bloys van Treslong" (F 824)